# Barbara Meyhe
Barbara Meyhe (auch die Meyhin, geborene Barbara Banse) (* um 1565 in Bernburg (Saale); † unbekannt), Ehefrau des Bürgermeisters Christoph Meyhe, war ein Opfer der Hexenverfolgungen in Bernburg während der Regierungszeit des reformierten Regenten Christian I. und während der Amtszeit von Bürgermeister Johann Weiser. Die ältere Frau Barbara Meyhe wurde vom Rat der Stadt in einem Prozess als Hexe angeklagt, der vom 24. April 1617 bis zum 13. April 1619 stattfand.

## Familie
Barbara Meyhe und ihr Mann stammten aus angesehenen Bernburger Familien. Ihre Großmutter, die „Curth-Köchin“ (Frau von Kurt Koch), war als hochbetagte Frau im Jahre 1580 zusammen mit zwei weiteren Frauen als angebliche „Hexe“ verbrannt worden. Dies wurde zur Zeit der Hexenverfolgungen als besonderes Belastungsindiz gewertet. Einer ihrer Söhne, Hans Koch, war Ratsherr in Bernburg und wanderte nach Frose aus. Einer der beiden Brüder von Barbara Meyhe, Jonas Banse, war Bürgermeister in Bernburg, der andere Bruder, Samuel, war Amtmann im Kloster der Äbtissin in Bernburg und hatte Güter in Güsten gepachtet. Dessen Sohn, Hans Banse, war Ratsherr in Quedlinburg.
Die Vorfahren von Bürgermeister Christoph Meyhe bekleideten seit 200 Jahren das Amt des Bürgermeisters in Bernburg. Er war in erster Ehe mit einer Tochter des verstorbenen Superintendenten Ambrosius Hezeler verheiratet und hatte mit seiner jetzigen Frau eine große Hochzeit gefeiert. Barbara Meyhe hatte fünf Töchter, drei davon verheiratet, zwei noch im kindlichen Alter. Die Schwiegersöhne waren: der Stadtvogt Johann Fuhrmeister, der Arzt Dr. Stephan Mylius und der Stadtkoch Hans Eckhart. Für Christoph Meyhe werden zwei Söhne erwähnt.
Das Vermögen der Familie Meyhe wurde auf etliche tausend Gulden geschätzt.

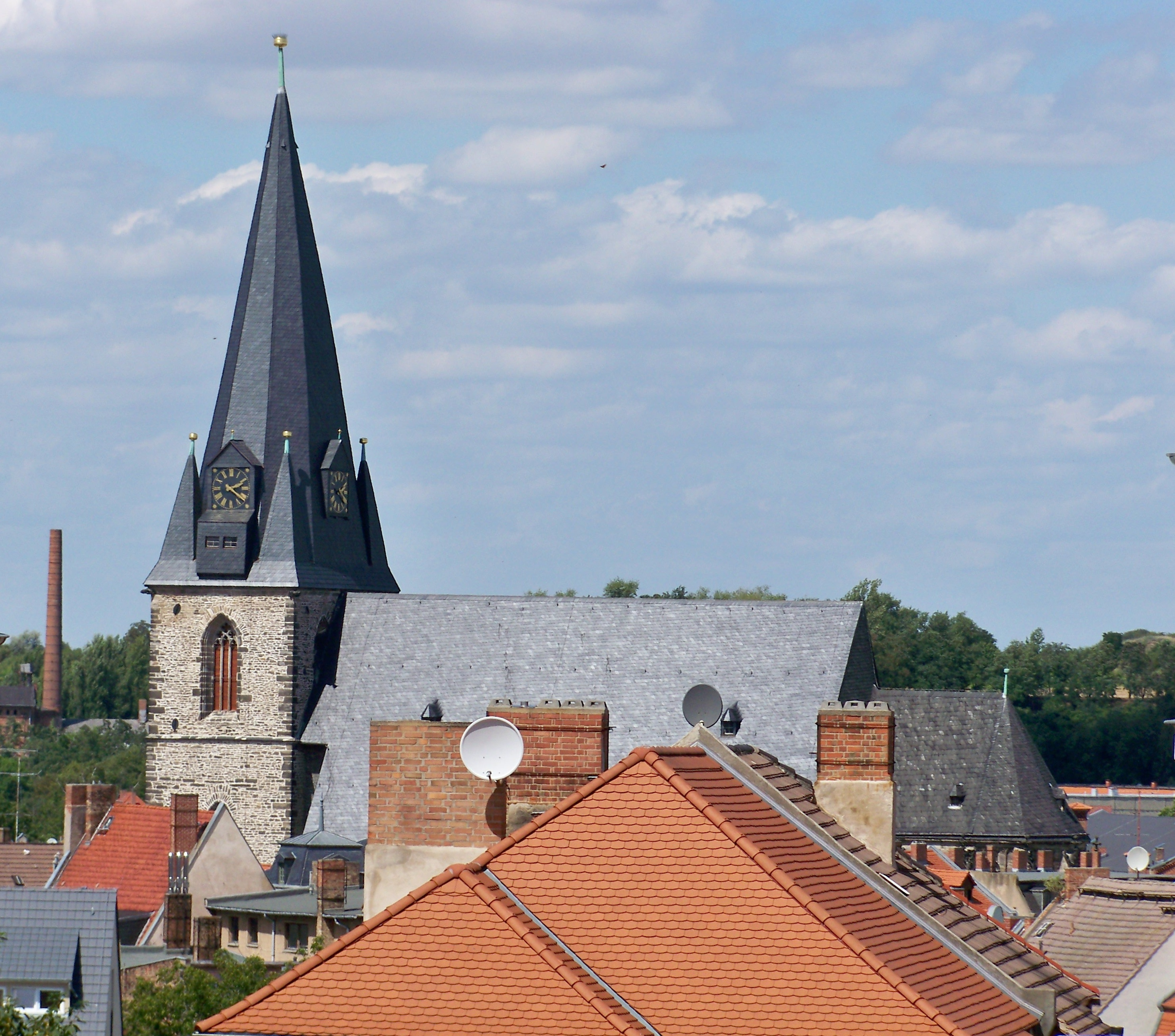
Marienkirche

## Hexenprozess gegen Barbara Meyhe
In den Hexenverfolgungen wurden 1555–1664 in Bernburg mindestens 46 Personen angeklagt.
Der Hexenprozess gegen Barbara Meyhe 1617 begann mit einer Untersuchung über sonderbare Spukerscheinungen eines angeblichen Kobolds im Haus des Superintendenten Magister Conrad Reinhard, Pfarrer an der Marienkirche. Für diese Erscheinungen wurde die Frau des Bürgermeisters Meyhe verantwortlich gemacht. Aus den überlieferten Schriftstücken geht hervor, dass möglicherweise die Dienstmagd im Haus des Superintendenten, Esther, hinter den Geräuschen des angeblichen Kobolds und den Diffamierungen steckte. Die Erscheinungen hörten mit ihrem Weggang auf. Das Gericht untersuchte dies nie offiziell.
Das Gericht tagte mit Bürgermeister Weyser und Oberhauptmann von Einsiedel. Am 26. April 1617 begann die Vereidigung und Vernehmung von 49 Zeugen, von denen die meisten die Vorwürfe nur vom Hörensagen kannten. Am 4. August wurden 62 Vernehmungsartikel und 37 „Neue Articul“ für das Verhör der Angeklagten aufgestellt. Viele Vorwürfe und Anklagepunkte gegen Barbara Meyhe zeugen vom Neid auf ihren Wohlstand. Notarius publicus war Martin Weiser. In den Prozessunterlagen werden Alltagskonflikte der Meyhes mit Bürgermeister Johann Weiser, dem Kämmerer und anderen Persönlichkeiten erwähnt.

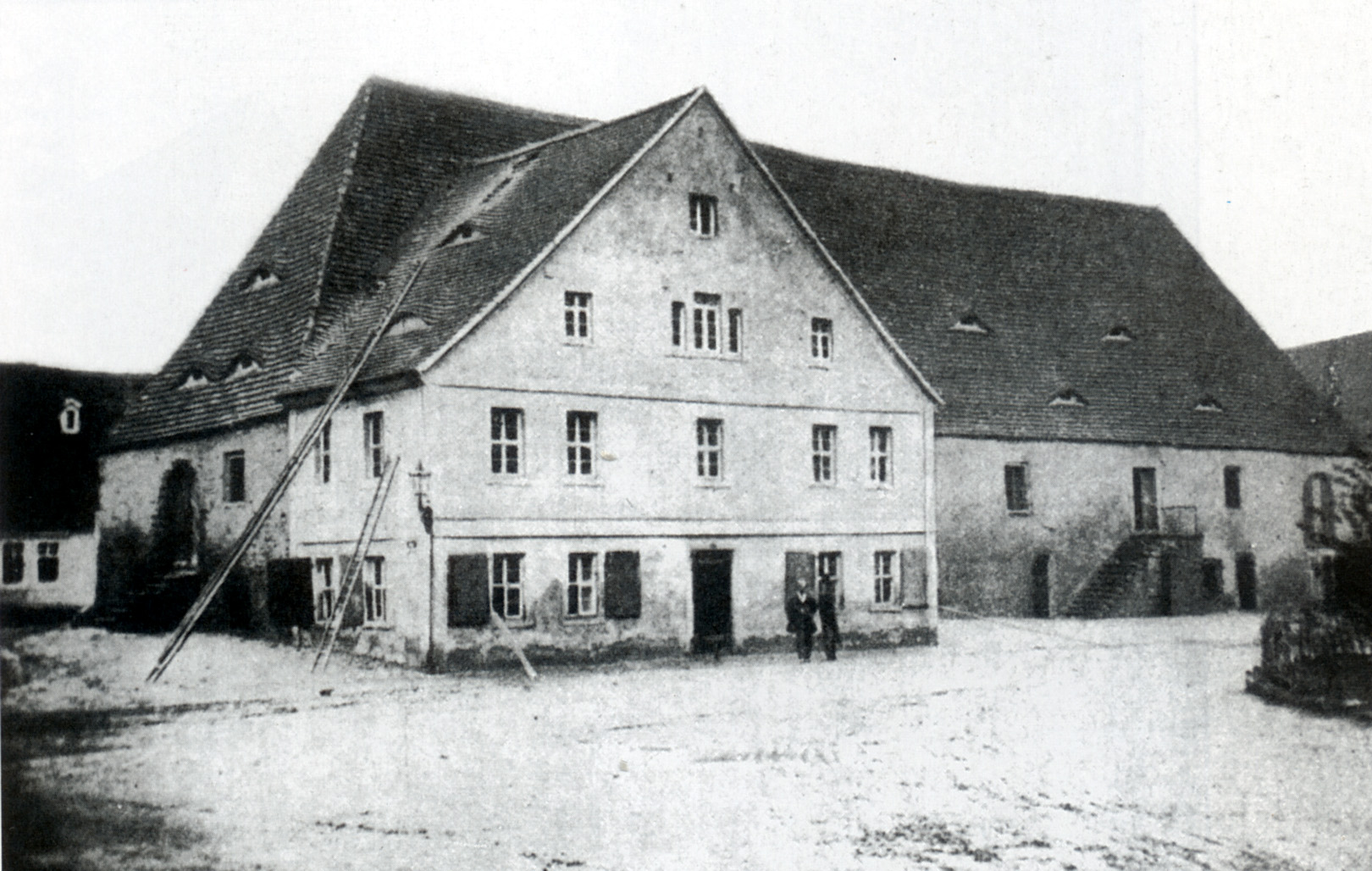
Bernburg, ehemaliges Neustädter Rathaus vor seinem Abriss in der zweiten Hälfte des 19. Jahrhunderts. Barbara Meyhe wurde vermutlich in diesem Gebäude gefangen gehalten.

Die Frage 56 lautete z. B.: „Ob nicht wahr, dass sie aller Töchter Heiraten durch Zauberei zuwege gebracht und die Freyer mittelst eines Bratspießes gezwungen, dass sie kommen mussten, wenn sie gewollt?“
Frage 57: „Ob nicht wahr, dass sie Ludwig Arndt zu seinem Ehestand untüchtig gemacht, ihn auch hernachen bei einer Wette die Mannschaft [Manneskraft] wiedergegeben?“
In Zusatzartikeln wurde sie gefragt, ob der Drache oft zu ihr käme, ob sie einen Gelddrachen hätte, der auf dem Birnbaum im Garten Geld ausspeie, ob sie einen Getreidedrachen hätte, der ihr vom Land anderer Leute das Getreide zuführe, ob ein schwarzer Vogel ihr die vielen vorgefundenen Eier gebracht habe?
Der Hofprediger Magister Joh. Streso sagte aus, dass insgesamt sechs wegen Hexerei Verurteilte die Meyhin vor ihrem Tod besagt hätten.
Christian I. ließ sich die Akten schicken und verfügte am 10. Juni die Einholung von Gutachten zur Rechtsbelehrung. Die Juristenfakultäten der Universität Helmstedt und der Universität Jena empfahlen die Inhaftierung und Folter. Im Verhör der Angeklagten am 6. August 1617 im Kornhaus bestritt sie alle Anklagepunkte: „sie wäre Zauberey wegen ganz rein und unschuldig, …das bekennet sie vor Gott.“
Am 16. August wurden neue Zeugen unter Eid vernommen. Ein Stadtknecht bezeugte den Besuch des Drachen im Gefängnis: „es möchte wohl der böse Feind [Teufel] bei ihr gewesen sein.“ Der Lichtschein sei durch ein Spundloch in der Tür zu sehen gewesen.
Die Anklage gegen die Frau des Bürgermeisters wurde weit über die Stadtgrenzen hinaus bekannt. Die Kramersfrau Elisabeth Vogt aus Nienburg versuchte als „Trittbrettfahrerin“ eine Erpressung der Familie Meyhe mit Andeutungen über geheimes Wissen über die Angeklagte. Die Familie Meyhe verklagte sie. In den Verhören ab 13. November 1617 belastete Elisabeth Vogt die Bürgermeisterfrau erheblich und beschäftigte lange das Gericht und die Öffentlichkeit. Schließlich wurde Elisabeth Vogt am 6. Juni 1618 verurteilt und mit dem Schwert hingerichtet wegen Mord, Dieberei und Ehebruch.
Durch Eingaben der Familie Meyhe an die Obrigkeit und den Fürsten erhielt Barbara Meyhe bessere Haftbedingungen und war nicht mehr in einem Gewölbe unter der Erde, sondern im Kornhaus inhaftiert. Entlastungszeugen wurden gehört, und die Familie erhielt eine Abschrift der Akten. Diese Anträge wurden gegen den Widerspruch des Gerichts erst auf direkten Befehl des Fürsten Christian bewilligt. Schließlich durfte die Familie einen Verteidiger benennen, aber ihr Schwiegersohn, der Stadtvogt Johann Fuhrmeister, lehnte diese Aufgabe ab. Dann gewann Bürgermeister Meyhe in Halle den Anwalt Alexander Müller als Verteidiger, der 76 Entlastungszeugen zur Vernehmung vorladen ließ, alles Leute aus angesehener Stellung.
Im Oktober 1618 empfahlen der Magdeburger Schöppenstuhl und die Wittenberger Juristenfakultät die Anwendung der Folter. Diese fand am 19. Dezember im Rathaus in der Oberstube über der Waage statt. Nach Verschärfung der Folter auf der Leiter, mit Spanischen Stiefeln und brennendem Schwefel legte die Angeklagte ein Geständnis ab zu Anklagepunkten, die stereotyp immer wieder in den Hexenprozessen auftauchten: Teufelspakt, Teufelsbuhlschaft, Teilnahme am Hexensabbat, Schadenzauber und Teufelsmal. Anwendung von Zauber bei der Hochzeit der Töchter bestritt sie, auch Verantwortung für den Kobold und Geld-, Korn-, Mehl-, Fleisch- oder Eierdrachen.
Das Protokoll schloss: „Und hiermit hat sie ihr Urgicht geendet, dabei als der lauteren Wahrheit zu bleiben, sich nochmals erkläret und hätte sie in diesem Allen weder ihr Gewissen noch andere Leute beschweret.“
Die Verteidigungsschrift Articuli probatorii umfasste 656 Artikel. Der Anwalt nahm Bezug auf den reformierten Theologen Anton Praetorius, der 1598 schrieb, „dass die Obrigkeit nicht die Pflicht habe, das Verborgene hier alles ans Licht zu bringen, das sei vielmehr Gottes Sache.“ Die Verteidigung argumentierte mit den antiken Klassikern und der Bibel: „Geringe Früchte aber sind es der reformierten Religion des Orts zu Bernburg, dass man alles Unheil, Krankheiten und den Tod selbst den Zaubern und Hexen will zuschreiben.“ Der Superintendent Reinhard hätte in jeder Predigt gegen die Zauberei und gegen die Meyhin gewettert und dem Wunsch des Bürgermeisters und seiner Frau nicht nachgegeben, dass ein Gebet gesprochen würde, unseren Herrgott zu bitten, dass er die Wahrheit an den Tag bringen und die Unschuld retten wolle. Der Superintendent habe vielmehr die Leute in der Kirchengemeinde aufgehetzt und wäre verantwortlich für ein Anklageschreiben an den Fürsten.
Christian I. verfügte in einem Gnadenakt, einer „extraordinairen Strafe“, die Bürgermeisterfrau Barbara Meyhe und ihren Ehemann in Anbetracht ihrer fast zweijährigen Haft und der harten Folter auf ewig des Landes zu verweisen. Sie mussten alle Unkosten des Prozesses erstatten. Am 13. April 1619 nahm sie, körperlich und geistig zerrüttet, die Gnade des Fürsten an. Finanziell ruiniert verließen beide Bernburg. Aus Magdeburg stammt der letzte erhaltene Brief des Bürgermeisters vom 20. Mai 1619. Ihr weiteres Schicksal ist nicht bekannt.
Aus der Kostenrechnung wird deutlich, dass erhebliche Beträge für Gutachten der juristischen Fakultäten und Gerichtskosten sowie für den langen Gefängnisaufenthalt anfielen.

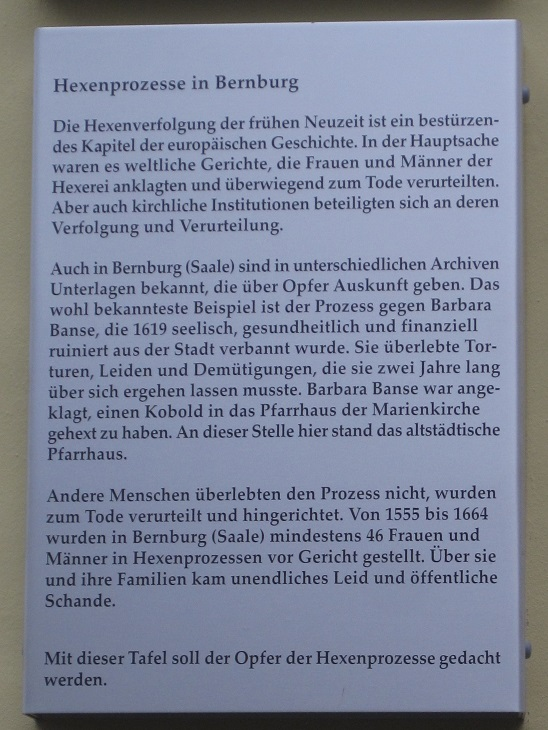
Bernburg (Saale) Tafel Opfer der Hexenprozesse

## Ehrung
Am 9. Dezember 2015 fand die Enthüllung einer Gedenktafel für die Opfer der Hexenverfolgung in Bernburg (Saale) statt am ehemaligen Pfarrhaus der Kirche St. Marien, Altstädter Kirchhof 10, mit Nennung des Schicksals von Barbara Meyhe/Banse.